# Лісове (Миргородський район)
Лі́сове (колишня назва Грабщина) —  село в Україні, у Миргородському районі Полтавської області. Населення становить 3 осіб. Входить до складу Комишнянської селищної громади.

## Географія
Село Лісове знаходиться на правому березі річки Озниця, нижче за течією на відстані 2 км розташоване село Остапівка, на протилежному березі - село Заводище (зняте з обліку). На річці велика загата.

## Населення
- 2001 рік - 3 особи
- 2003 рік - 1 особа
- 2004 рік - 1 особа[1]